# Universitetets station
För tunnelbanestationen, se Universitetet (tunnelbanestation).
Universitetets station är en järnvägsstation på Roslagsbanan inom Storstockholms Lokaltrafik (SL) inom Stockholms län. Tidigare låg stationen vid den södra delen av Universitetet men den nuvarande stationen ligger mer centralt i förhållande till universitetets huvudcampus. Den gamla stationen lades ner 14 juni 2009 och den nya öppnades den 7 januari 2010. Det är cirka 300 meters gångväg till tunnelbanestationen Universitetet.

## Stationen
Stationen är belägen mitt emellan det tidigare stationsläget för Universitetet och stationen Frescati, vid Kungliga Vetenskapsakademiens byggnader väster om Roslagsvägen i direkt anslutning till Universitets tunnelbanestation på motsatta sidan av Roslagsvägen. Stationen placerades med syfte att öka tillgängligheten till universitetsområdet och underlätta byten mellan Roslagsbanan, tunnelbanan och bussarna mot Rinkeby och Tensta. En gång- och busstunnel leder under Roslagsvägen vid platsen. En gångväg på den västra sidan av spåret förbinder stationen med Bergianska trädgården.
Stationen är belägen vid bron som leder över Roslagsbanan och förbinder Vetenskapsakademiens område med universitetets campus genom tunneln under Roslagsvägen. Materialvalet i den nya stationen ansluter delvis till Vetenskapsakademiens och Naturhistoriska riksmuseets byggnader genom att använda samma mörka tegel som används i fasaderna på de nämnda byggnaderna.

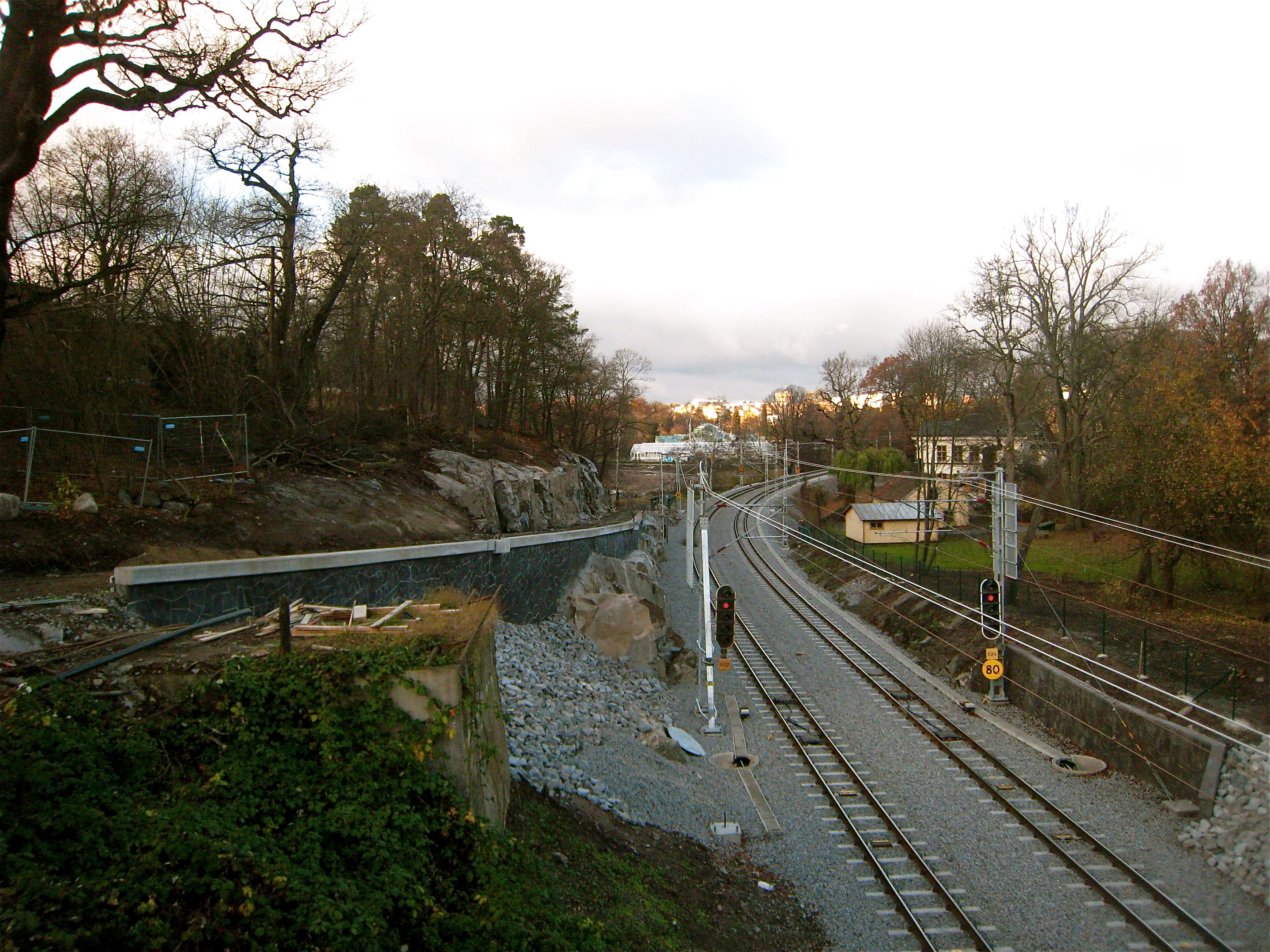
Vy mot norr och Bergianska trädgården. Till vänster den nya gångvägen till trädgården. Till höger skymtar Villa Frescati.
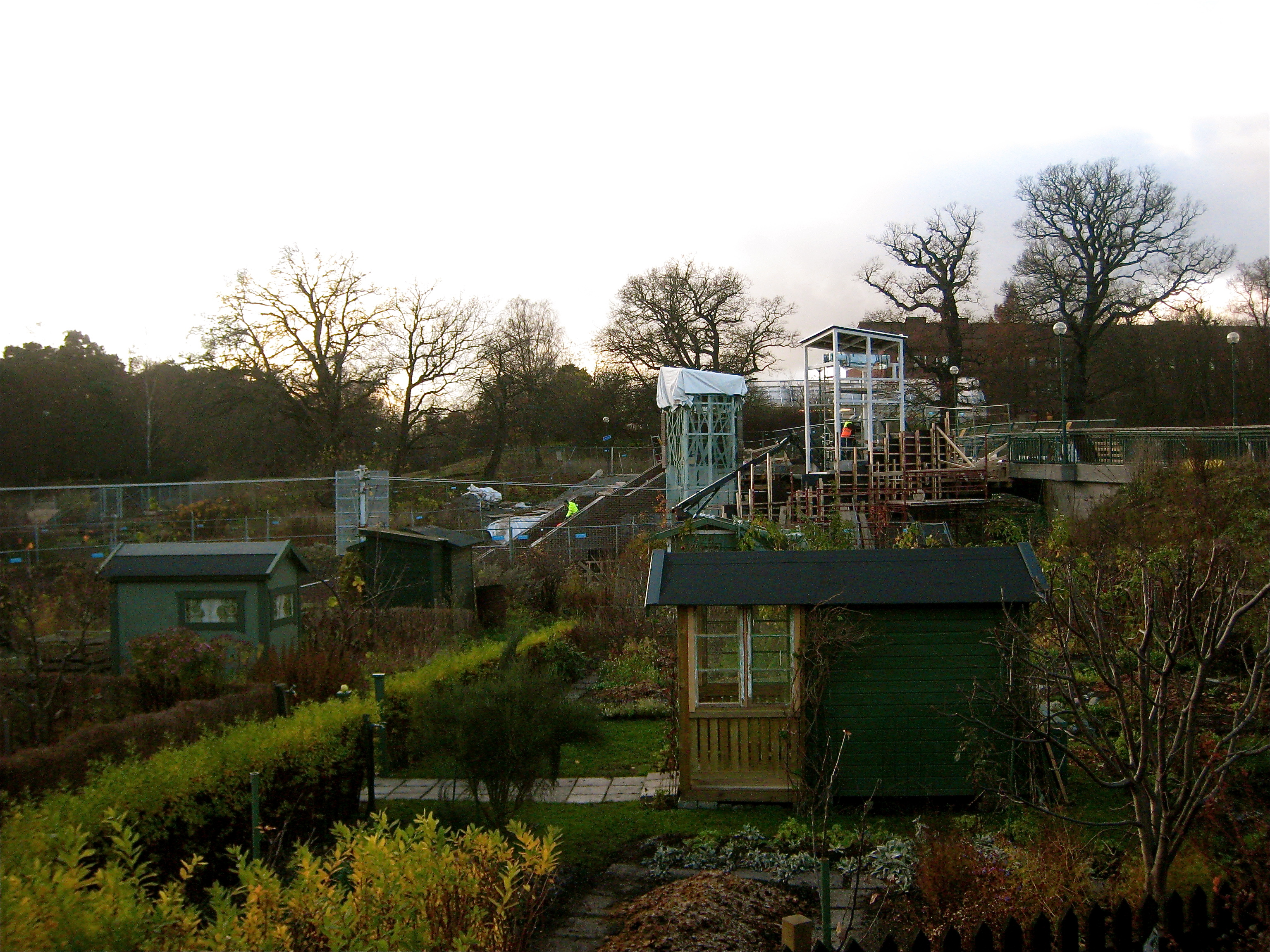
Stationen sedd från den lilla koloniträdgård som ligger inklämd mellan Roslagsvägen och Roslagsbanan.
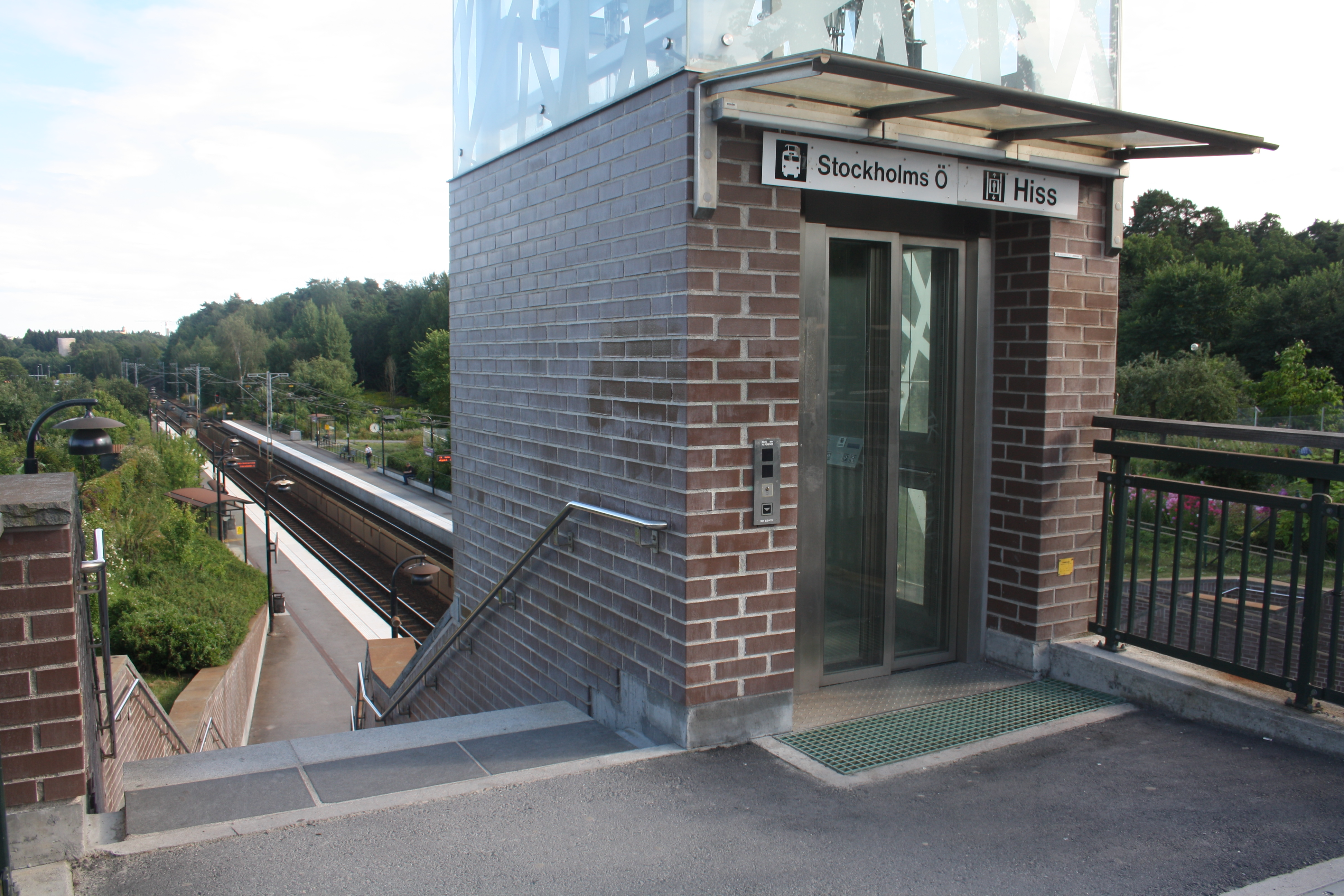
Materialvalet ansluter till den äldre arkitekturen i området. Längst till vänster skymtar tunnel under Roslagsvägen.